# Зарубинка (Житомирская область)
Зарубинка (укр. Зарубинка) — село на Украине, основано в 1926 году, находится в Коростенском районе Житомирской области.
Код КОАТУУ — 1822385402. Население по переписи 2001 года составляет 20 человек. Почтовый индекс — 11582. Телефонный код — 4142. Занимает площадь 0,217 км².

## Адрес местного совета
11582, Житомирская область, Коростенский р-н, с.Ставище, ул.Октябрьская, 7